# Исключительный закон против социалистов
«Исключительный закон против социалистов» (полное название — «Закон против общественно-опасных стремлений социал-демократии»; нем. Gesetz gegen die gemeingefährlichen Bestrebungen der Sozialdemokratie, сокр. — Sozialistengesetz, букв. — «Закон о социалистах») — имперский закон, действовавший в Германской империи, с 22 октября 1878 года по 30 сентября 1890 года.
Закон запрещал социалистические, социал-демократические объединения, собрания и издания, целью которых было свержение существующего государственного и общественного строя. «Закон о социалистах» способствовал вытеснению социал-демократов в подполье и в эмиграцию, а также массовым арестам и высылкам. Однако, в соответствии с принципом депутатской неприкосновенности, он не затронул тех социал-демократов, которые были избраны в рейхстаг. В период действия Закона социал-демократы могли выдвигать свою кандидатуру на выборах и быть избранными в представительные органы в качестве частных лиц, что оставалось для них единственной законной возможностью для участия в политической и правовой жизни страны.

## Предыстория
Ещё до возникновения в 1871 году Германской империи существовали две влиятельные немецкие социал-демократические партии, которые первоначально конкурировали друг с другом: ориентированный на реформы Всеобщий германский рабочий союз (ADAV), основанный в 1863 году в Лейпциге по инициативе Фердинанда Лассаля, и Социал-демократическая рабочая партия (SDAP) революционно-марксистского толка, основанная в 1869 году в Эйзенахе Вильгельмом Либкнехтом и Августом Бебелем. Вскоре после основания Германской империи глава Всеобщего германского рабочего союза Иоганн Баптист фон Швейцер ушёл в отставку после того, как были преданы огласке его секретные соглашения с прусским правительством. В результате две партии сблизились. На совместном партийном съезде в Готе в 1875 году они объединились в Социалистическую рабочую партию Германии (нем. Sozialistischen Arbeiterpartei Deutschlands, SAP), которая впоследствии была переименована в «Социал-демократическую партию Германии» (СДПГ).

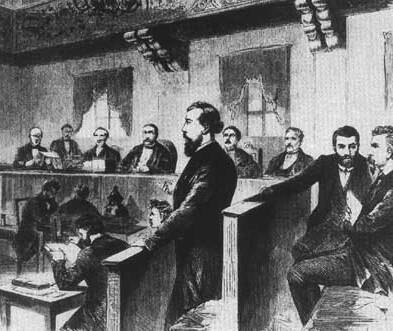
Вильгельм Либкнехт и Август Бебель на Лейпцигский процесс по делу о государственной измене(1872) 11—26 марта 1872 года.

Термины «социализм» и «социал-демократия» в то время понимались как синонимы. Они сформировались под влиянием философских, политических и экономических теорий Карла Маркса и Фридриха Энгельса, которые тогда жили в эмиграции в Лондоне. Согласно революционной теории, Социал-демократическая партия Германии претендовала на то, чтобы представлять политические интересы рабочего движения. Социал-демократы стремились улучшить социальное положение рабочего класса и в конечном итоге ликвидировать существующие «недемократические» структуры правления. Август Бебель и Вильгельм Либкнехт выражали протест против франко-прусской войны 1870—1871 и солидарность с революционной Парижской коммуной в 1871 году, за что в 1872 году были приговорены Судом в Лейпциге к двум годам тюремного заключения по делу о государственной измене.
Рейхсканцлер Германии Отто фон Бисмарк, консерватор и приверженец монархических принципов правления, сдержанно или даже враждебно относившийся к демократическим идеям, с самого начала рассматривал Социалистическую рабочую партию как «врага Рейха», ещё до принятия «Закона о социалистах» он предпринимал репрессивные меры против социал-демократии и зарождающегося профсоюзного движения.

## Принятие «Закона о социалистах»

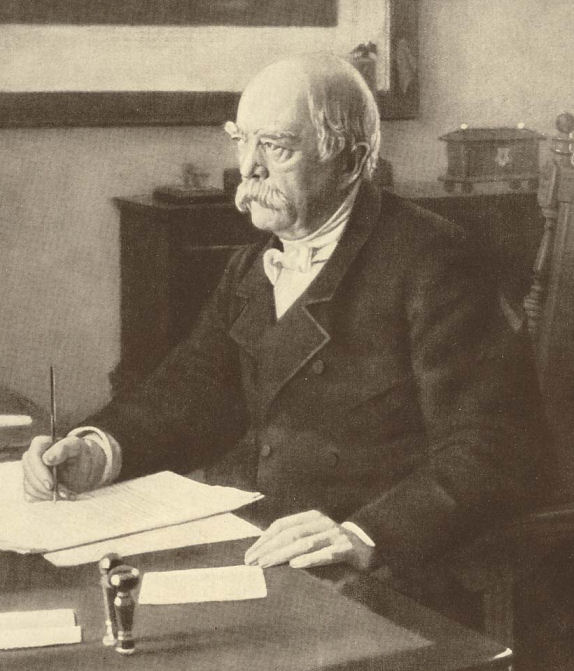
Отто фон Бисмарк, 1886 год.

В 1878 году на кайзера Вильгельма I было совершено два безуспешных покушения: 11 мая в него стрелял из револьвера Эмиль Макс Хёдель, а 2 июня — пытался застрелить из ружья Карл Эдуард Нобилинг. Бисмарк использовал эти нападения как повод для принятия более строгих и эффективных мер против социал-демократии, которая становилась всё более популярной среди рабочих. Несмотря на то, что Хёдель был исключен из «Социалистической рабочей партии Германии» незадолго до своего покушения, а нападение Нобилинга было вызвано личными предубеждениями, Бисмарк распространил слух о том, что за обоими покушениями стоят социал-демократы. Ещё в мае 1878 г. — после первого покушения на кайзера — Бисмарк представил проект «Закона о предотвращении социал-демократических эксцессов» (нем. Gesetzes zur Abwehr sozialdemokratischer Ausschreitungen), который, однако, был отклонён рейхстагом подавляющим большинством голосов.
Лидер либеральной Германской прогрессистской партии Ойген Рихтер связывал опасность принятия подобного закона, помимо прочего, с тем, что запреты и полицейские меры сделают идеологическую борьбу против социал-демократии невозможной. Выступая 23 мая 1878 г. в рейхстаге, Рихтер заявил: «Господин министр может сказать: да, средств недостаточно, для борьбы с агитацией надо предпринять ещё что-то; но, господа, в тот момент, когда вы заставляете замолчать одну из партий, вы делаете совершенно невозможной борьбу с этой партией, по крайней мере, эффективную борьбу с ней в её агитации. Вся эта сила будет парализована, и всё же мы должны придерживаться мнения, что в конечном итоге это движение можно ограничить только путём убеждения. Теперь ничего не поделаешь, это движение должно покинуть немецкий народ тем же путём, каким оно в него проникло; другой путь не ведёт к цели».
При покушении 2 июня 1878 года кайзер был тяжело ранен. Бисмарк использовал последовавшее за этим возмущение общественности для роспуска рейхстага и кампании против социал-демократов, которых он обвинил в идейном пособничестве преступникам. Во вновь избранном рейхстаге был представлен ужесточённый проект «Закона о социалистах», по поводу которого возникли споры между отдельными парламентскими группами. 19 октября 1878 г. сторонники ужесточённого законопроекта победили: 221 голосом против 149.
21 октября Закон был утверждён Бундесратом, затем подписан кайзером Вильгельмом I и 22 октября 1878 г. был обнародован и вступил в силу. Он действовал до 30 сентября 1890 года. Срок действия Закона первоначально был ограничен 2,5 годами, а затем четыре раза продлевался (31 мая 1880 г., 28 мая 1884 г., 20 апреля 1886 г. и 18 марта 1888 г.) .
Бисмарк, который осознавал взрывоопасность социального вопроса и хотел извлечь уроки из своего поражения в «Kulturkampf» с католической церковью, понимал, что репрессивные меры должны быть ограниченными. Поэтому в 1880-х гг. он, совместно со сторонниками реформ, продвигал прогрессивное для своего времени социальное законодательство.

## Действие «Закона о социалистах» и его последствия
Согласно «Закону о социалистах», подразделения, брошюры и собрания социал-демократов, а именно «Социалистической рабочей партии» и связанных с ней организаций, особенно профсоюзов, запрещались. Нарушение Закона каралось штрафами или лишением свободы. Под давлением Закона многие социалисты бежали за границу, прежде всего, во Францию, Швейцарию и Англию. Однако социал-демократы по-прежнему могли выдвигать свои кандидатуры на выборах как «частные лица» («Einzelpersonen»), создавать парламентские группы и законно действовать в рамках германского рейхстага или немецких ландтагов. Например, Вильгельм Либкнехт, Август Бебель, Вильгельм Хазенклевер и Вильгельм Хассельман с 1874 г. заседали в рейхстаге в числе девяти депутатов-членов «Социалистической рабочей партии» (частично — как представители своих предшественников). Однако за пределами рейхстага публичное выступление от имени социалистической партии было связано со значительным юридическим риском.

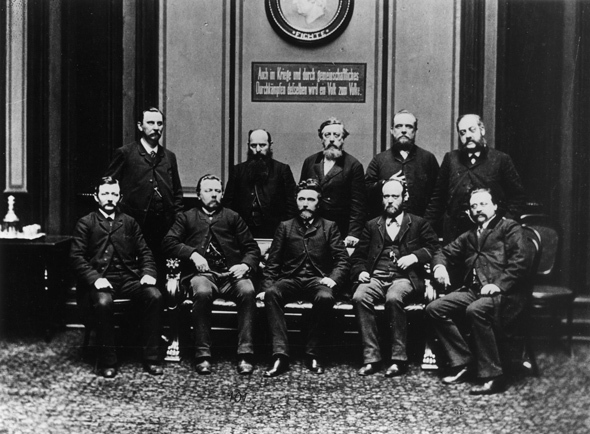
Фракция социалистов в рейхстаге, 1889 г. Сидят (слева направо): Георг Шумахер, Фридрих Харм, Август Бебель, Генрих Майстер, Карл Фроме.
Стоят (слева направо): Иоганн Генрих Вильгельм Диц, Август Кюн, Вильгельм Либкнехт, Карл Грилленбергер, Пауль Зингер.

«Закон о социалистах» затруднял интеграцию рабочих и социал-демократов в государственную и общественную систему. На основании параграфа 28 Закона 797 социал-демократов были изгнаны как «агитаторы» из мест, где было введено «малое осадное положение», включая опорные пункты социалистов в Берлине, Лейпциге, Гамбурге и Франкфурте-на-Майне. Политическая гонения социал-демократической оппозиции сочетались социальными: социал-демократы подвергались преследованиям на работе, ухудшалось их материальное положение.
Преследования также имели большой психологический эффект. Август Бебель писал в воспоминаниях: «В то время я был в наихудшем настроении. То, что нас депортировали, как бродячих преступников, оторвали от жён и детей без судебной процедуры, я воспринял как смертельное оскорбление, за которое я отомстил бы, если бы у меня была власть. Никакое судебное преследование, никакое осуждение никогда не вызывали во мне такого чувства ненависти, негодования и горечи, как те изгнания, которые возобновлялись из года в год, пока, наконец, прекращение действия закона, ставшего несостоятельным, не положило конец жестокой игре с человеческим существованием.»
В то же время высылки способствовала территориальному расширению влияния партии, поскольку многие из высланных активистов осели в районах, где ранее социал-демократия не была представлена.
Преследования пробудили солидарность широких слоев рабочего класса. Начиная с 1881 года, кандидаты от «Социалистической рабочей партии», всё чаще побеждали на выборах, где формально выдвигались как «частные лица». На региональном уровне в качестве прикрывающих организаций вместо запрещённых партий и профсоюзов групп создавались разного рода «рабочие спортивные клубы» или «общества любителей природы», в которых, хотя и с большим риском, продолжалась политическая работа.
Радикальные социалисты, такие как Иоганн Мост, который в то время уже находился в эмиграции в Англии, или депутат рейхстага Вильгельм Хассельман призывали к сопротивлению репрессивным действиям властей — в том к числе к сопротивлению насильственному. В частности, они одобряли попытки убийства царя Александра II народовольцами. Однако подобные призывы были отвергнуты руководством «Социалистической рабочей партии» как анархистские и противоречащие целям социал-демократии. В 1880 г. на первом съезде «Социалистической рабочей партии» в изгнании, прошедшем в Замок Виден в швейцарском кантоне Цюрих, Мост и Хассельман были исключены из партии, на чём особенно настояли Игнац Ауэр и Август Бебель. Вскоре Хассельман отказался от своего мандата в рейхстаге, который формально действовал до 1881 года, и эмигрировал в США. За исключением двух наиболее известных сторонников анархизма, ведущие представители немецкой социал-демократии надеялись избавиться от радикального революционного крыла партии и тем самым устранить основу антисоциалистической пропаганды проправительственных партий и их прессы .
На следующих выборах в рейхстаг социалистам вновь удалось добиться увеличения количества голосов за их кандидатов. Помимо уже упомянутых представителей социал-демократов, в 1881 году в рейхстаг был избран Карл Фроме, в 1884 г. — Пауль Зингер. 

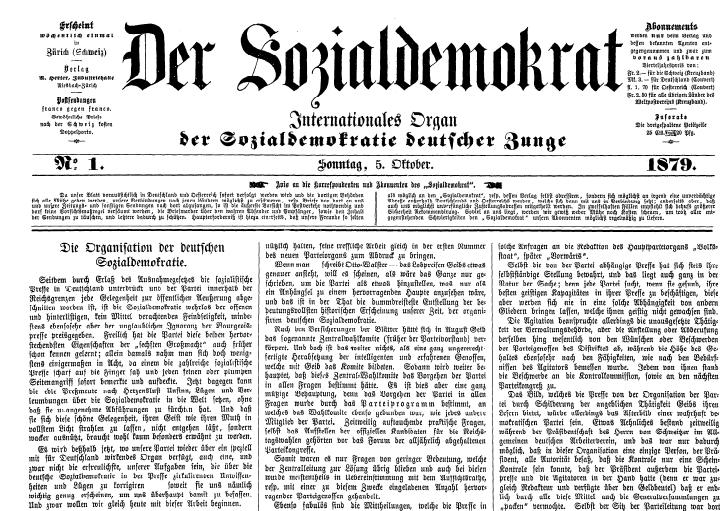
Номер газеты «Der Sozialdemokrat» от 5 октября 1879

После исключения из партии Иоганна Моста издававшийся им в Лондоне журнал «Freiheit» утратил свой статус главного печатного органа немецкой социал-демократии и изменил своё направление на откровенно анархистское. Главным печатным органом немецкой и международной социал-демократии стала еженедельная газета «Der Sozialdemokrat», которая печаталась с 1879 года в Цюрихе под редакцией Пауля Зингера и незаконно распространялась по всей Германии. С 1887 года газета печаталась в Лондоне.
Ключевая цель «Закона о социалистах» – сокращение количества голосов избирателей за социал-демократов – не была достигнута, наоборот: в 1881 г.они получили на выборах в рейхстаг 311 961 голосов, в 1884 г. — 549 990 голосов, в 1887 г. — 763 128 голосов, в 1890 году — 1 427 000 голосов.
Кроме того, существенно выросло международное значение «Социалистической рабочей партии Германии», вскоре она стала самой влиятельной социалистической партией в мире. После раскола Первого интернационала в 1872 г., его роспуска в 1876 г. из-за конфликта между анархистским крылом (во главе с Михаилом Бакуниным) и марксистским крылом (во главе с Карлом Марксом) и смерти Маркса в 1883 г., немецкие социал-демократы — прежде всего, Вильгельм Либкнехт — приложили большие усилия для восстановления единства в международном рабочем движении. Когда в июле 1889 г. в Париже был основан Второй Интернационал, в его учредительном конгрессе от германских социалистов участвовало 85 делегатов — среди них, Август Бебель, Эдуард Бернштейн, Карл Легин (как представитель немецкого профсоюзного движения), и Клара Цеткин (как представительница социалистического женского движения). Возглавлял немецкую делегацию Вильгельм Либкнехт, который — вместе с французским социалистом Эдуаром Вайяном — возглавил также Конгресс.

## Прекращение действия «Закона о социалистах»

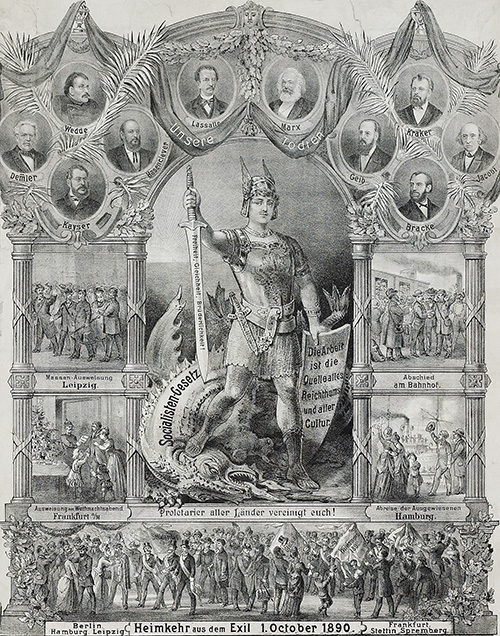
Плакат, посвящённый прекращению действия «Закона о социалистах», 1890 г.

Ввиду растущего влияния «Социалистической рабочей партии» действие «Закона о социалистах» в Германской империи больше не могло продолжаться. Уже 1888 году Бисмарк потерпел неудачу с положением законопроекта, согласно которому социал-демократы могли быть высланы из страны. Причина провала не в последнюю очередь заключалась в том, что члены социалистической партии разоблачили недобросовестные действия политической полиции в рейхстаге.
25 января 1890 года очередное продление «Закона о социалистах» и внесение в него дополнений провалилось в рейхстаге. Члены «Германской Имперской партии» (впоследствии — «Свободно-консервативная партия») и национал-либералы проголосовали за продление действия Закона. Против его продления — помимо самих социал-демократов — голосовали депутаты Партии Центра, Немецкой ганноверской партии, Немецкой партии свободомыслящих, Немецкой консервативной партии, а также депутаты, представлявшие поляков и жителей Эльзаса-Лотарингии. Провал законопроекта, который, по замыслу Бисмарка должен был действовать постоянно и в дальнейшем ужесточаться, а также укрепление позиции социал-демократии на выборах в рейхстаг 20 февраля 1890 г. сыграли решающую роль в отставке Бисмарка.
В целом социал-демократы стали сильнее в результате конфликта. В 1891 г. на съезде в Эрфурте «Социалистическая рабочая партия» была переименована в «Социал-демократическую партию Германии» (СДПГ). На первых выборах в рейхстаг, прошедших после прекращения действия «Закона о социалистах», 15 июня 1893 г. СДПГ получила больше голосов, чем когда-либо прежде (23,4 %). Социалисты отметили эти выборы как «великую победу свободы и мира» (см. иллюстрацию «Чествование Свободы»).
В 1890-х гг. правительства Германской империи и Пруссии периодически пытались ввести в действие новые антисоциалистические законы. К ним относятся проект «Закона о внесении изменений и дополнений в Уголовный кодекс, Военный кодекс и Закон о печати», известный также как «Законопроект о перевороте» (нем. – «Umsturzvorlage») 1894 г., так называемый «Малый законопроект о социалистах» в Пруссии 1897 г., а также проект «Закона о защите трудовых отношений» или «Законопроект о тюрьмах» (нем. – «Zuchthausvorlage») 1899 г., который предусматривал ужесточение наказаний за принуждение рабочих к участию в забастовках и вступлению в профсоюзы. Все эти законопроекты были отклонены рейхстагом.
В результате успехов немецкой промышленности и экспортной торговли, начиная с 1895 года в стране начался экономический подъём, рост спроса на рабочую силу и социально-политическая ситуация также утратила «взрывоопасную» напряжённость.

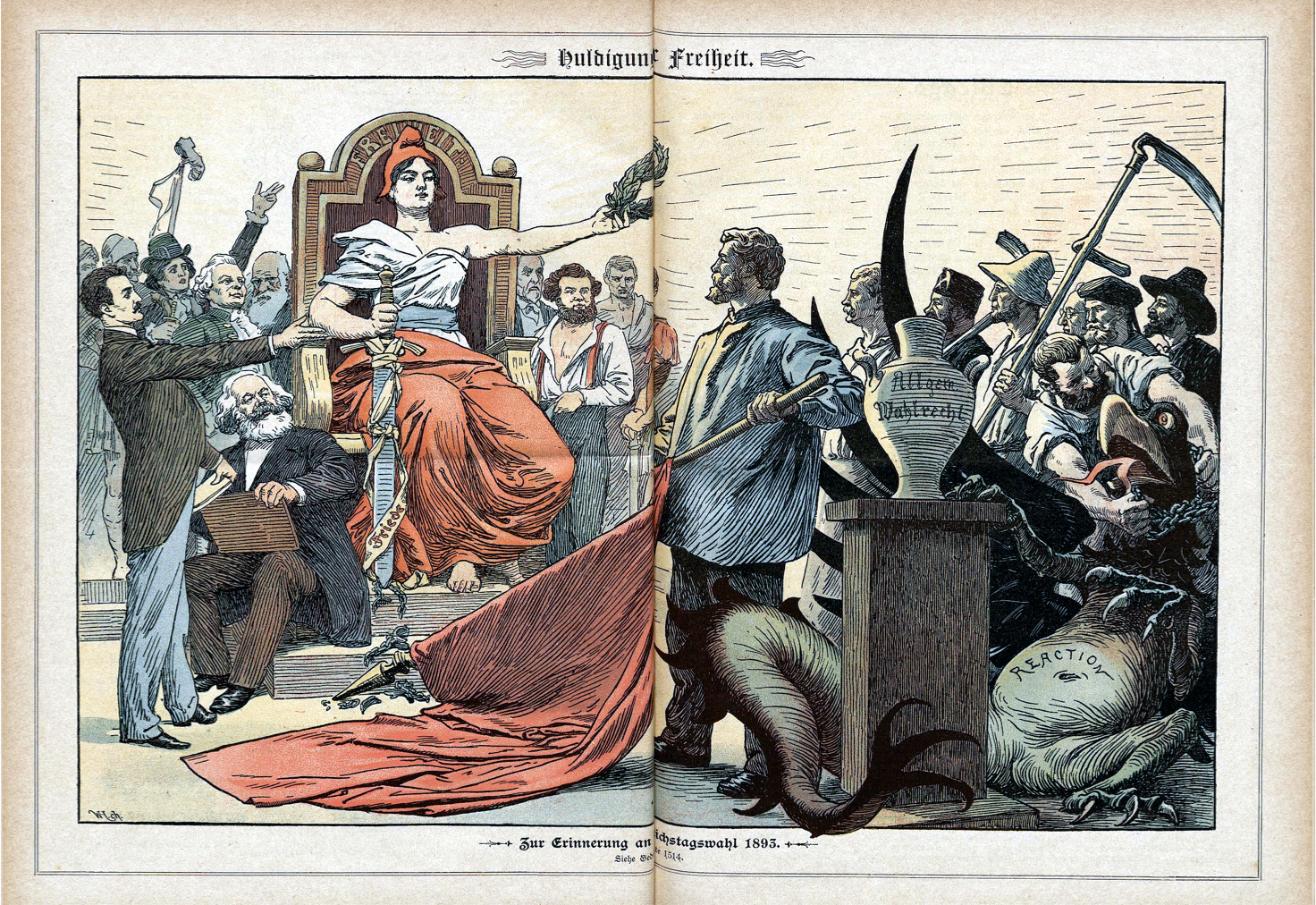
«Чествование свободы. В память о выборах в Рейхстаг 1893 года», рисунок Йенч, Ганс Габриэль, в журнале Der Wahre Jacob (журнал), № 183, 28 июля 1893 г.

Однако на протяжении всей истории Германской империи социал-демократическая партия, оставалась серьёзным политическим игроком. На выборах 1912 г. она стала явным лидером, получив 34,8 % голосов избирателей и 110 мест в рейхстаге. После смерти Августа Бебеля в 1913 г. лидерами партии стали умеренно-реформистски настроенные Фридрих Эберт и Гуго Гаазе. В начале Первой мировой войны, в августе 1914 года кайзер Вильгельм II произнёс ставшую впоследствии широко известной фразу:«Я больше не знаю никаких партий, только немцев» и провозгласил политику примирения с оппозицией — «Гражданского мира» — после чего парламентская фракция СДПГ единогласно проголосовала за военные кредиты.

## Международный контекст
Современные исследователи указывают, что при изучении «Закона о социалистах», необходимо знать международный контекст и учитывать, что в других государствах и странах в то время социалисты подвергались значительно более жестоким репрессиям, чем в Германской империи.
В североамериканских Соединённых Штатах в ходе железнодорожной забастовки 1877 г. более 100 человек погибли; в результате беспорядков на Хеймаркет в 1886 г. четыре профсоюзных лидера были повешены; подавление Пульмановской стачки 1894 г. при участии федеральных войск (ВС США) и военизированных полицейских формирований — как и десятки других забастовок — привело к многочисленным смертельным исходам и травмам бастующих.
Историк Ульрих Герберт отмечает, что во Франции подавление социал-демократии было гораздо более агрессивным. «Закон о социалистах» в Германии привёл к ссылке около 900 активистов и к длительным срокам тюремного заключения для 1500 человек, однако он не повлёк смертельных исходов, в то время как во Франции, во время одного только подавления Парижской коммуны в 1871 года было убито более 1000 человек.
По словам историка Томаса Ниппердея: «по сравнению с кровавыми оргиями, сопровождавшими разгром коммуны во Франции, и последующей карательной кампанией — надо заметить, неординарной — Закон о социалистах был детской забавой».
Ни в Европе, ни в Северной Америке ни одна социалистическая или рабочая партия не приходила к власти до Первой мировой войны.